# Pseudoeurycea brunnata
Pseudoeurycea brunnata es una especie de anfibio caudado (salamandras) de la familia Plethodontidae.
Habita en Guatemala y México.
Su hábitat natural son los montanos húmedos.
Está amenazada de extinción debido a la destrucción de su hábitat.